# Ticinosuchus ferox
Ticinosuchus (il cui nome significa "coccodrillo del Ticino") è un genere estinto di arcosauro suchiano vissuto nel Triassico medio, circa 235 milioni di anni fa (Anisico-Ladinico), i cui resti sono stati rinvenuti in Svizzera e in Italia. Il genere contiene una singola specie, la specie tipo T. ferox, che rappresenta uno dei fossili più famosi del giacimento di Besano/Monte San Giorgio.

## Descrizione

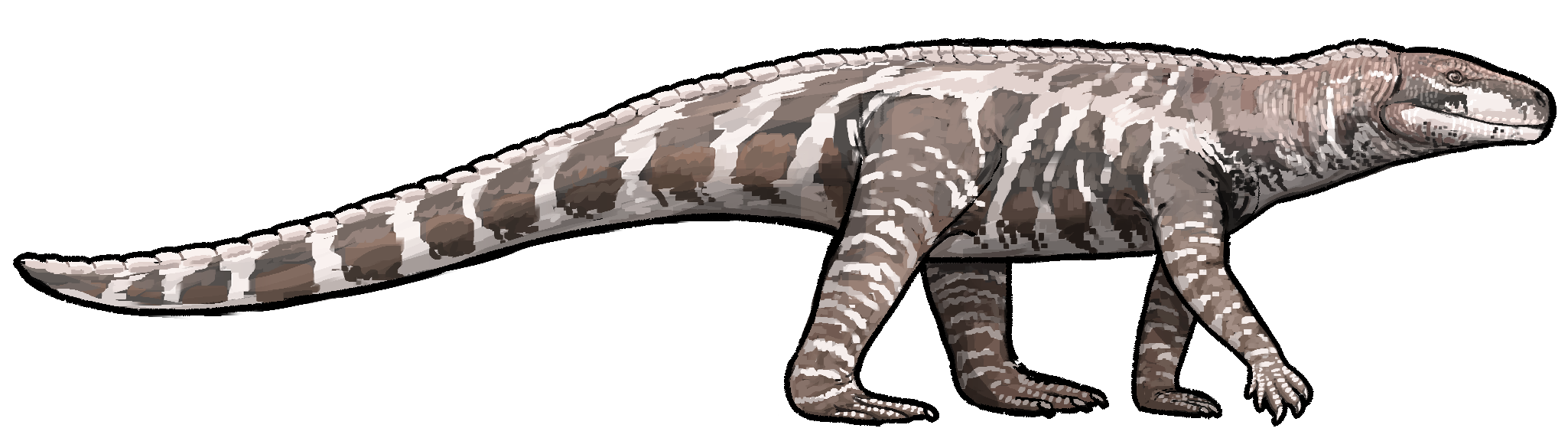
Ricostruzione artistica di T.ferox

Questo animale era di dimensioni medie e la lunghezza totale era di circa 3 metri. Simile a un coccodrillo alto sulle zampe, Ticinosuchus era dotato di una grossa testa, di un corpo slanciato e muscoloso, di zampe snelle e di una coda allungata. Il cranio era massiccio e munito di un numero piuttosto basso di denti appuntiti; questi erano ricurvi e dal margine seghettato, ed erano infissi negli alveoli (cavità scavate nelle ossa mascellari). 
Il dorso, ed il ventre, dell'animale era ricoperto da spesse placche ossee (osteodermi) dalla forma pentagonale e poste direttamente sopra la colonna vertebrale; la parte anteriore di ogni osteoderma si ancorava in una fessura presente nella parte inferiore dell'osteoderma che lo precedeva. A volte si pensava che questi scudi fossero sfalsati, alternati tra diverse file. Tuttavia, alcuni studi confutano questa affermazione, sostenendo invece che gli scudi fossero allineati in file ordinate, con un'assegnazione uno a uno degli scudi su ciascuna vertebra. La coda, invece, portava una singola serie di osteodermi sia superiormente, sia inferiormente. La struttura dei fianchi mostra che gli arti dell'animale erano posizionati sotto il corpo quasi verticalmente. Insieme allo sviluppo di un calcagno e di un'articolazione della caviglia specializzata, ciò avrebbe reso Ticinosuchus un corridore veloce, a differenza della maggior parte dei rettili precedenti.

## Classificazione

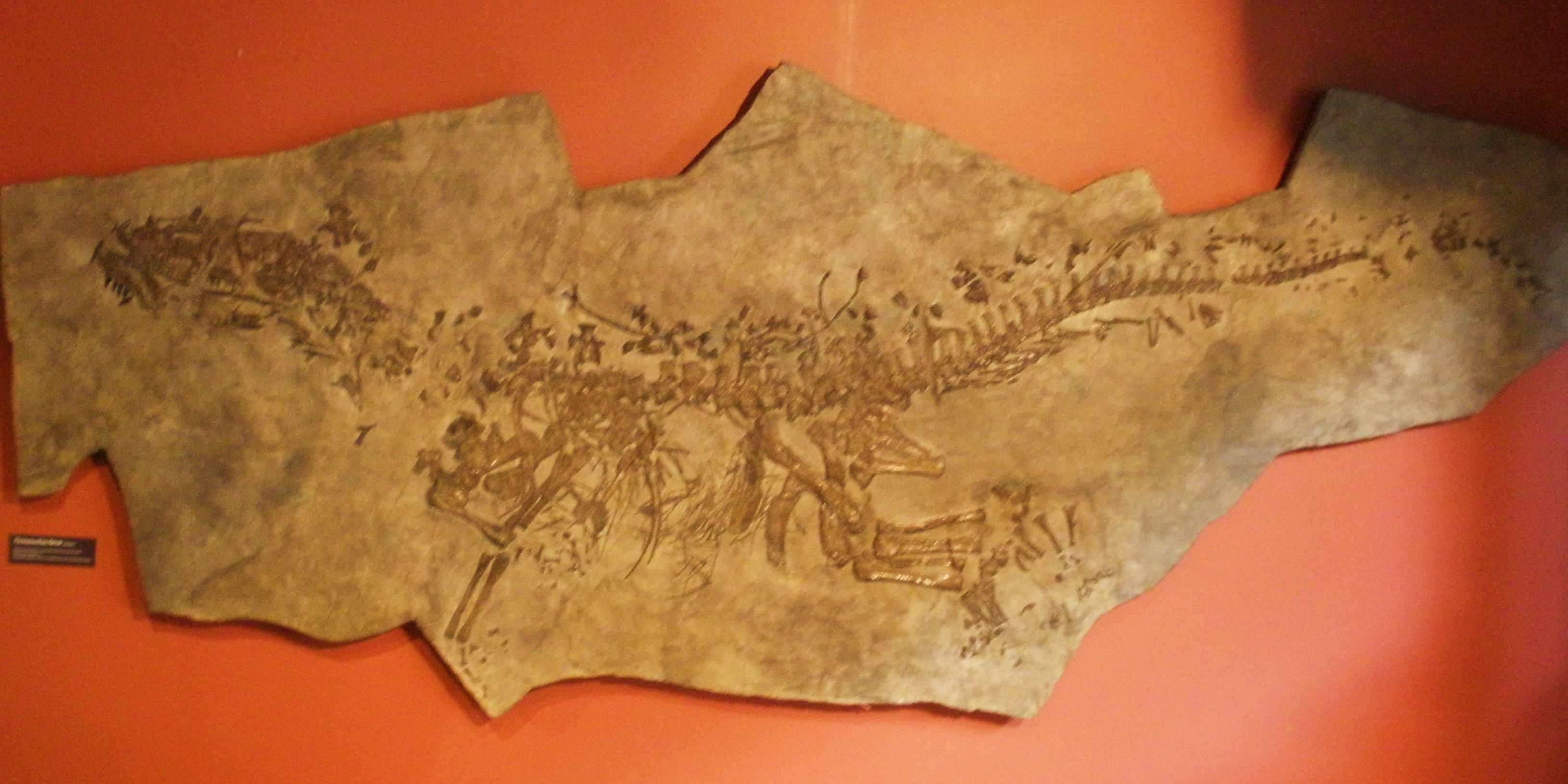
Fossile di T. ferox al Paläontologisches Institut und Museum der Universität Zurich, Svizzera

Il primo esemplare di questo animale venne ritrovato nel 1933, in Svizzera (Monte San Giorgio), e venne descritto solo una trentina di anni dopo da Bernard Krebs che lo attribuì a un nuovo genere e specie di rettili triassici, Ticinosuchus ferox (il cui nome scientifico completo significa "feroce coccodrillo del Ticino"). Nel 1978, venne scoperto un altro esemplare sul versante italiano del giacimento, nei pressi di Besano. Ticinosuchus, nonostante sia noto attraverso un esemplare quasi completo, è stato insolitamente poco studiato; secondo le più recenti analisi filogenetiche, questo animale è un rappresentante relativamente primitivo dei rauisuchi, un gruppo di arcosauri dalle abitudini carnivore e dalla particolare conformazione degli arti (Brusatte et al, 2010).
Ticinosuchus condivide molte somiglianze con i paracrocodylomorfi, come alcuni adattamenti dell'ischio e forse (ma non certamente) le articolazioni iposfene-ipantro.

## Paleobiologia

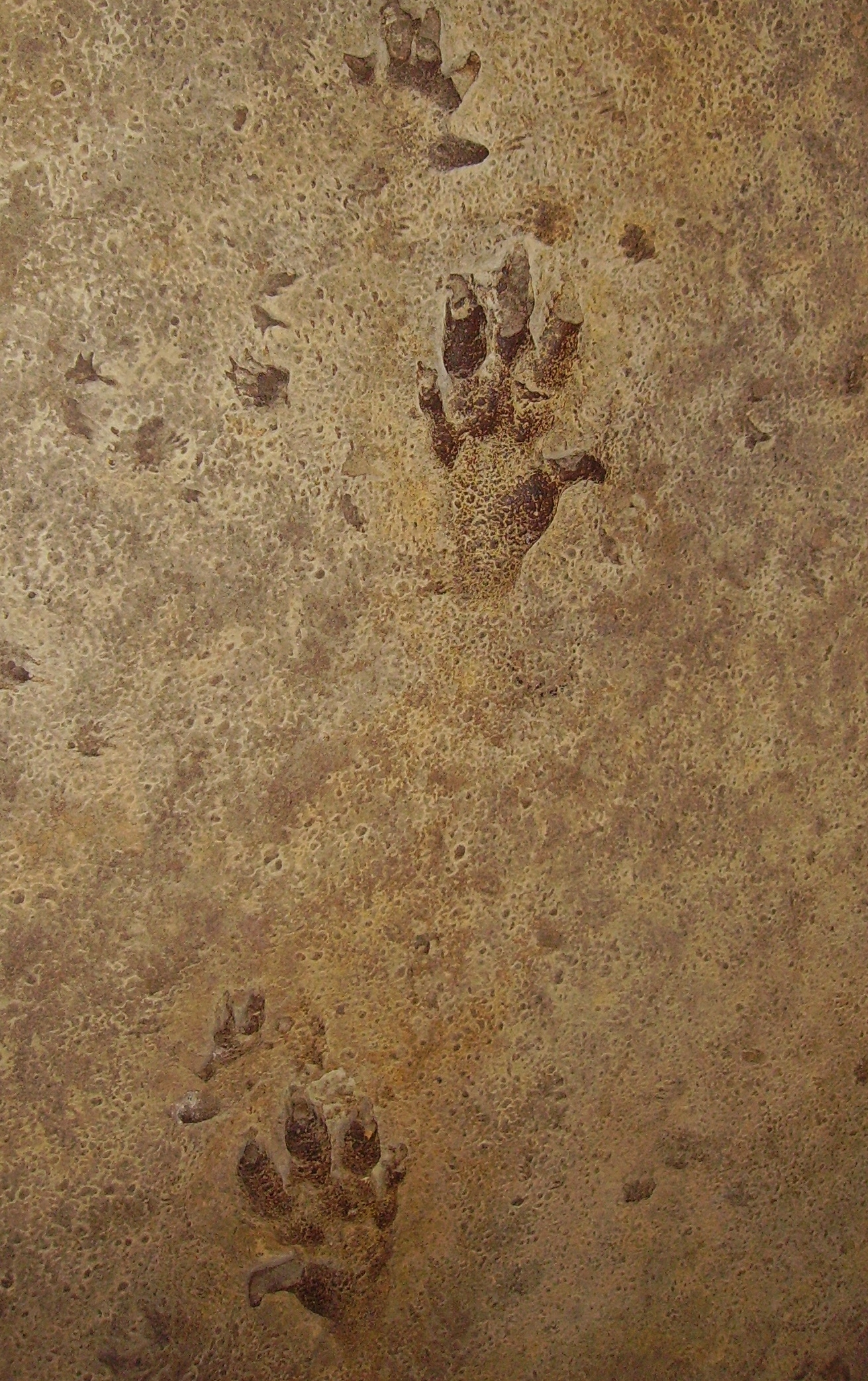
Impronte fossili di Cheirotherium, che potrebbe essere state lasciate da Ticinosuchus, esposte al Museo di Storia Naturale dell'Università di Oxford

Ticinosuchus è uno dei rarissimi animali completamente terrestri rinvenuti nei ricchi giacimenti fossiliferi di Monte San Giorgio e di Besano; doveva essere uno dei massimi predatori del suo ecosistema. La presenza di squame di pesce conservate nell'addome dell'esemplare tipo, indicherebbero che l'animale era, probabilmente, piscivoro, sebbene ciò non esclude che potesse nutrirsi di prede terrestri.

### Tafonomia
Impronte fossili di un animale chiamato Chirotherium ("mano di bestia") furono ritrovate per la prima volta nelle arenarie del Triassico tedesco nel 1834, e più tardi in Inghilterra nel 1838. Queste impronte furono ritrovate ancor prima che i dinosauri fossero realmente conosciuti, e vi fu chi propose che si trattassero delle impronte di un orso o di una scimmia, che camminava con i piedi incrociati. Questa proposta era necessaria per spiegare l'alluce all'esterno. Si propose anche che le tracce provenissero da un marsupiale. Tracce fossili simili furono in seguito ritrovate anche in Nord America, Argentina, Nord Africa, Europa e Cina.
Il paleontologo britannico Richard Owen suggerì nel 1842 che le impronte fossero state lasciate da un anfibio labirintodonte. Negli anni successivi, nuove scoperte di rettili arcosauri indicarono che le impronte di Chirotherium fossero state lasciate da uno pseudosucho. La somiglianza dell'impronta con i mammiferi era solo superficiale; in realtà, un "pollice" esterno (laterale) era comune tra gli arcosauri del Triassico.
La descrizione di Ticinosuchus nel 1965, aiutò a risolvere il mistero, in quanto quest'ultimo è un animale probabilmente strettamente imparentato con il proprietario delle impronte di Chirotherium, se non lo stesso animale. Ticinosuchus possiede l'alluce esterno sulle zampe posteriori presente nelle impronte, ma non su quelle anteriori, rappresentando, probabilmente, un discendente più derivato, la cui andatura non richiedeva un alluce anteriore stabilizzante. Le impronte di diverse dimensioni e proporzioni trovate insieme su uno stesso piano di stratificazione riflettono probabilmente una differenza di dimensioni tra i sessi (dimorfismo sessuale) all'interno della specie che ha lasciato le impronte.